# Gunung Gempol
Gunung Gempol is een bestuurslaag in het regentschap Temanggung van de provincie Midden-Java, Indonesië. Gunung Gempol telt 1368 inwoners (volkstelling 2010).